# Diaminodinitroetileno
Para el diaminodinitroetileno, se formulan tres estructuras isoméricas. De los posibles isómeros de 1,1-diamino-2,2-dinitroetileno (1), trans-1,2-diamino-1,2-dinitroetileno (2) y cis-1,2-diamino-1,2-dinitroetileno (3) Solo se ha podido sintetizar el primero. Según cálculos químicos cuánticos los dos isómeros 1,2-diamino-1,2-dinitroetileno pueden existir. Pero la síntesis y caracterización ambos compuestos está aún pendiente.
El 1,1-diamino-2 ,2-dinitroetileno recibe también los nombres de: FOX-7 y DADE. Es un compuesto de alto poder explosivo muy insensible. Fue sintetizado por primera vez en 1998 por el Instituto de Investigación de Defensa de la FOA (Suecia).

## Historia
La síntesis de 1,1-diamino-2,2-dinitroetileno derivados ha sido descrita en 1992. A partir de 1,1-diyodo-2,2-dinitroetileno se puede obtener a través de la rotación con alquilaminas, las correspondientes conexiones 1,1-dialquilamino-2,2-dinitroetileno. La reacción con amoníaco como el producto de reacción dio la sal de amonio de cianodinitrometano y por lo tanto no el compuesto de base 1,1-diamino-2,2-dinitroetileno. La sístesis del 1,1-diamino-2,2-dinitroethylene (FOX-7) se informó por primera vez en 1998 de Instituto de Investigación de Defensa de la FOA. Con un rendimiento <10%, esta vía, a pesar del material barato a partir de 2-metil-imidazol, no es comercialmente viable.

## Síntesis
La preparación del diaminodinitroetileno se realiza solo en lotes pequeños, lo que repercute en un precio relativamente elevado. Una síntesis optimizado con un rendimiento> 90% va desde 2,6-dihidroxi-4-metilpirimidina partir de la cual a través de una nitración en ácido nitrante se convierte en un intermedio tetranitro. El producto intermedio es entonces hidrolíticamente para el compuesto diana, dinitromethane y dióxido de carbono dividido. El compuesto de partida 2,6-dihidroxi-4-metilpirimidina es por la ciclación de hidrocloruro de acetamidina con malonato de dietilo en presencia de sodio y etanol.
Una verificación de la conversión es una cromatografía líquida de la separación de las columnas especiales posibles de grafito.
El FOX-7 se produce en Eureco Bofors AB en Suecia. Debido a su producción a pequeña escala, el costo de FOX-7 es relativamente alta. Sin embargo, la producción se basa en un material comercial de partida y la síntesis no es complicada. El precio, por lo tanto, es previsible un descenso a medida que aumenta a escala de producción.

## Propiedades

### Físicas
El 1,1-diamino-2,2-dinitroetileno forma cristales amarillos. El compuesto muestra un comportamiento polimórfico. A temperatura ambiente existe la forma α, que se convierte al calentarla a más de 114 °C en la forma β. Esta transición de fase es reversible. Una conversión a la forma γ se observa en 173 °C. El γ-forma es metaestable y transforma al enfriarse lenta e incompleta en la α. No tiene punto de fusión porque a partir de 180 °C se produce una reacción de descomposición exotérmica. cristal único desde NMP / agua cristalizada α-forma reveló una estructura cristalina monoclínica. La presencia de donantes de electrones y de grupos aceptores de electrones en la molécula da lugar a cambios en la longitud de enlace. La longitud del enlace carbono-carbono es 145,6 pm, las longitudes de enlace típicas de un enlace sencillo son 154 pm y un doble enlace 134 pm, por lo tanto el compuesto tiene una estructura pura doble enlace. Puede haber dos estructuras de resonancia, en el que el polar, la estructura de imina está presente con anterioridad. Esto también se confirma que las propiedades químicas observadas, como en las adiciones electrofílicos.
En la molécula hay dos enlaces de hidrógeno fuertes intramolecular entre el NH y no funciona. Esto da como resultado una molécula Grundstrukturdes plana. Formado en la red cristalina de la vinculación por hidrógeno intermolekulerer una estructura de capa de cartón ondulado. La estructura cristalina de la β-forma es ortorrómbica., la γ de forma que muestra una monoclínica red cristalina con grupo espacial P2 1 / n
El compuesto es prácticamente insoluble en agua. En otros disolventes tales como acetona, acetato de etilo o acetonitrilo, la solubilidad es baja menor de 0,5 g/100 ml. Tiene mejor solubilidad en N,N-Dimetilformamida con 21 g/100 ml, en N-metil-2-pirrolidona con 32 g/100 ml y en dimetilsulfóxido con 45 g por 100 ml.
La entalpía molar de formación es Δ f H 0 = -130 kJ / mol. Los espectros de RMN del compuesto son simplemente DAR. El espectro RMN el 1H muestra solo a 8,77 ppm, un pico ancho resultante de la protones NH. En el espectro RMN de 13C muestra dos picos a 128,5 ppm para el grupo nitro sustituido átomo de carbono en 158,8 ppm y para el átomo de carbono que tiene los grupos amino.

### Estabilidad térmica y propiedades explosivas
El 1,1-diamino-2,2-dinitroethylene no tiene punto de fusión, en mediciones termoanalíticas desde 180 °C se observaba una descomposición en dos etapas con un calor de descomposición de -1427 J/g. El mecanismo de descomposición con respecto a productos intermedios que se producen se han considerado teóricamente y conduce a los productos finales: monóxido de carbono, nitrógeno y agua. El FOX-7 es similar de insensible que el TATB, que es un compuesto de anillo de benceno con tres grupos amino y tres nitro. El FOX-7 tiene una columna vertebral de dos carbonos en lugar del anillo de benceno, pero los grupos amino, y nitro tienen efectos similares en ambos casos de acuerdo a los informes publicados sobre los procesos de desintegración, de sensibilidad y químicas de FOX-7.
Indicadores importantes de explosión, como la energía de la explosión, la velocidad de detonación y la presión de detonación se estimó por diversos métodos de cálculo y el uso de diferentes métodos de medición experimentalmente. Los valores calculados para la energía de la explosión varia entre 4442 J·g-1 y 4884 J·g-1 , para la velocidad de detonación entre 8.453 m·s-1 a 8.869 m·s-1 y la presión de detonación entre 29,3 GPa a 34,0 GPa. Los valores determinados experimentalmente son para la explosión de energía 4860 J · g-1, la velocidad de detonación de entre 8.325 m·s -1 y 8.405 m·s-1, y la presión de detonación 28,4 GPa. El compuesto que tiene una energía de impacto 11-40 Nm sensibles al impacto. La sensibilidad al impacto depende de la distribución del tamaño de partícula del material ensayado. no estaba a una fuerza de fricción de 353 N sensibilidad fricción se identifican.
Sus propiedades explosivas aparecen extremadamente favorable; además de sus propiedades insensibles, la velocidad de detonación de mezclas de 80% FOX-7 más aglutinantes son tan altas como el compuesto B casi puros, y  explosivo en polvo aglutinado basados en FOX-7 son ligeramente superiores al RDX.

### Propiedades químicas
El compuesto tiene propiedades ácidas. En la presencia de bases puede perder algún protón. El valor del pK es de aproximadamente 10,6. En una reacción con hidróxido de potasio a temperaturas bajas pueden aislar la sal de potasio como un sólido blanco, cristalino. Calentando a 70 °C con solución de hidróxido de potasio produce una hidrólisis básica, se forman la sal de potasio de dinitrometano y urea.
Debido a las altas diferencias de polaridad en la molécula cuestiones interesantes surgen en las reacciones químicas. La sustancia puede, en presencia de anhídrido acético o anhídrido trifluoroacético con ácido nítrico sufrir más nitración. El compuesto resultante el tetranitro es térmicamente inestable. La descomposición es relevante incluso a temperatura ambiente. A -20 °C, puede ser almacenado durante aproximadamente una semana. Una descomposición amoniacal en acetonitrilo solución ofrece la sal de amonio de trinitrometano y nitroguanidina.
La halogenación con N-bromosuccinimida o N-clorosuccinimida se lleva a cabo análogamente como en la nitración a la que el geminal átomo de carbono grupo nitro y un grupo amino. La oxidación con 30% de peróxido de hidrógeno en ácido sulfúrico o con ácido trifluoroacético conduce a la liberación de ácido nitroso y trióxido de dinitrógeno ácido diaminoacetico.
El 1,1-diamino-2,2-dinitroetileno es el material de partida para la producción de los tetrazoles. Se puede lograr mediante la reacción con azida de trimetilsililo en DMSO con la formación de 5-Amidinotetrazols la Tetrazol formación del anillo. Por hidrólisis básica puede ser la sal de potasio de amida de ácido tetrazol-5-carboxílico obtenido. Su reacción con yoduro de metilo se obtiene el isómeros dos 1-metiltetrazol-5-carboxamida y 2-metiltetrazol-5-carboxamida.

## Usos
Debido a sus propiedades ácidas, FOX-7 con los materiales de nucleófilos y básicos se hacen reaccionar para producir más alta energía. Así pues, la reacción con cloruro de guanidinio en presencia de hidróxido de potasio, la sal de guanidinio:  G(FOX-7) [H2N=C(NH2)2]+(FOX-7)−.[] El contenido de nitrógeno superior en la molécula causada por la descomposición térmica de un desarrollo de gas superior, que hecho posible es una aplicación en propelentes.
No hay uso actual a gran escala del FOX-7, pero se está probando en varios centros de investigación militares. La necesidad de municiones menos sensibles es el motor más importante para utilizar el FOX-7.